# 48 Crash
«48 Crash» — композиция авторского дуэта Чинн-Чепмен, записанная Сьюзи Кватро и включённая в её дебютный альбом Suzi Quatro. Выпущенная лейблом RAK Records (RAK 158) синглом (с «Little Bitch Blue» на обороте), песня «48 Crash» стала хитом в Великобритании (поднявшись здесь до третьего места 16 августа 1973 года), до вершины хит-парада Австралии (№ 1, одна неделя) и второго места в Западной Германии; вошла в несколько европейских чартов.

## Содержание
Второй сингл Сьюзи Кватро, певицы, которую впоследствии стали относить к числу родоначальниц движения riot grrrl (направленного на противодействие мужской доминанте в рок-бизнесе) высмеивал мужскую самонадеянность. Героиня песни предупреждает всё ещё юного героя о грядущем крахе; «о том, как жизнь разваливается в 48 лет», когда любимой одеждой мужчины становится шёлковый камербанд («silk sash bash»); другими словами (и в более упрощённой трактовке) — о наступающей рано или поздно «мужской менопаузе».

## Список композиций
| №  | Название   | Автор(ы)                | Длительность |
| -- | ---------- | ----------------------- | ------------ |
| 1. | «48 Crash» | Никки Чинн, Майк Чепмен | 3:54         |

| №  | Название            | Автор(ы)               | Длительность |
| -- | ------------------- | ---------------------- | ------------ |
| 1. | «Little Bitch Blue» | Лен Таки, Сьюзи Кватро | 3:23         |

## Список участников
- Сьюзи Кватро — бас-гитара, вокал
- Лен Таки[англ.] — гитара и подпевки
- Элистер МакКензи — клавишные и подпевки
- Дэйв Нил — ударные и подпевки

Технический персонал:
- Майк Чепмен — продюсер
- Никки Чинн — продюсер
- Питер Коулман — звукоинженер[11]

## Позиции в хит-парадах
| Год       | Название чарта                    | Высшая позиция | Пребывание в чарте |
| --------- | --------------------------------- | -------------- | ------------------ |
| 1973—1974 | Австралия (Kent Music Report)     | 1              | нет данных         |
| 1973—1974 | Австрия (Ö3 Austria Top 40)       | 6              | 12 недель          |
| 1973—1974 | Бельгия/Фландрия (Ultratop 50)    | 18             | 10 недель          |
| 1973—1974 | Бельгия/Валлония (Ultratop 50)    | 9              | 12 недель          |
| 1973—1974 | Великобритания (UK Singles Chart) | 3              | 9 недель           |
| 1973—1974 | Канада (RPM 100 Singles)          | 91             | 2 недели           |
| 1973—1974 | Нидерланды (Dutch Top 40)         | 23             | 5 недель           |
| 1973—1974 | Нидерланды (Single Top 100)       | 16             | 5 недель           |
| 1973—1974 | Норвегия (VG-lista)               | 5              | 16 недель          |
| 1973—1974 | Франция (IFOP)                    | 18             | 19 недель          |
| 1973—1974 | ФРГ (Offizielle Top 100)          | 2              | 20 недель          |
| 1973—1974 | Швейцария (Schweizer Hitparade)   | 2              | 13 недель          |